# Alexander Wallace Matheson
Alexander Wallace Matheson, född 10 juni 1903 i Bellevue, Prince Edward Island, död 3 mars 1976, var en kanadensisk politiker på Prince Edward Island.
Han valdes till den provinsiella politiska församlingen år 1940 som liberal. Matheson blev hälso- och välfärdsminister i J. Walter Jones regering år 1948 och efterföljde Jones som premiärminister och kronjurist år 1953. Han var ledare för det politiska liberala partiet till 1965 då han lämnade politiken.